# Saison 1 de Night Man
 (mai 2018).
Si vous disposez d'ouvrages ou d'articles de référence ou si vous connaissez des sites web de qualité traitant du thème abordé ici, merci de compléter l'article en donnant les références utiles à sa vérifiabilité et en les liant à la section « Notes et références ».
Chronologie
Saison 2
Cet article présente le guide des épisodes de la première saison de la série télévisée américaine Night Man.

## Distribution

### Acteurs principaux
- Matt McColm : Johnny Domino / Night Man
- Earl Holliman : Frank Dominus
- Derek Webster : Raleigh Jordan
- Felecia M. Bell : Jessica Rodgers
- Michael Woods : Lieutenant Charlie Dann

### Acteurs récurrents
- Patrick Macnee : Docteur Walton
- Sandra Phillips : Maire Booker
- Robyn Bliley : Elaine Barnes

## Liste des épisodes

### Épisode 1:Night Man, Part 1
- États-Unis : 15 septembre 1997 en syndication

- Patrick Macnee (Docteur Walton)
- Michael Harney (Monsieur Krueger)
- Nicole Nagel (Katrina Weston)
- James Karen (Laughton, secrétaire d'état à la Défense)
- Robert Kerbeck (Agent Barton)
- Sal Lopez (Monsieur Alvarez)
- Ric Young (Monsieur Chang)
- Daniel Dae Kim (Roland Yates)
- Marvin J. McIntyre (Monsieur McDermott)
- Al Sapienza (Agent Briggs)
- Paul Hayes (Jason Weems)
- Taylor Dayne (Carla Day)
- Cam Brainard (Docteur Stone)
- Doug Crane (Agent Woodard)
- David Macer (Carlson)

### Épisode 2:Night Man, Part 2
- États-Unis : 15 septembre 1997 en syndication

- Patrick Macnee (Docteur Walton)
- Michael Harney (Monsieur Krueger)
- Nicole Nagel (Katrina Weston)
- Robert Kerbeck (Agent Barton)
- Sal Lopez (Monsieur Alvarez)
- Ric Young (Monsieur Chang)
- Al Sapienza (Agent Briggs)
- Taylor Dayne (Carla Day)
- Doug Crane (Agent Woodard)
- David Hasselhoff (L'associé de Katrina)

### Épisode 3:Whole Lotta Shakin'...
- États-Unis : 6 octobre 1997 en syndication

- Michael E. Rodgers (Le chef des voleurs)
- Michelle Clunie (Megan Farrell)
- Allan Miller (Docteur Henry Boone)
- Brittany Alyse Smith (Maddie Farrell)
- Little Richard (Jubilee Jones)
- Sandra Phillips (Maire Booker)
- Gary Simpson (Colonel Stratton)
- Hugh Holub (Docteur Carlson)

### Épisode 4:I Left My Heart
- États-Unis : 13 octobre 1997 en syndication

- Eddie Velez (Cruz)
- Casey Biggs (Docteur Cameron Franklin)
- Michael Tomlinson (Docteur Bill Franklin)
- Henry Darrow (José Escobar)
- Ramon Franco (Le hackeur)
- Marco Rodriguez (Burgos)
- Cory Tyler (Buddy Wright)
- Lobo Sebastian (Le Chef des braqueurs)
- James Howell (Docteur Chambers)

### Épisode 5:Still of the Night
- États-Unis : 20 octobre 1997 en syndication

- Martin Rayner (Boroff)
- J. Kenneth Campbell (Docteur Parker)
- Robyn Bliley (Elaine Barnes)
- Sarah Lancaster (Gloria)
- Carlos Bernard (L'homme de main de Parker)
- Rondi Reed (La mère de l'enfant hospitalisé)
- Michael Monks (Mullin)
- Derk Cheetwood (Sammy)

### Épisode 6:Face to Face
- États-Unis : 27 octobre 1997 en syndication

- Cyril O'Reilly (E. Haskell Bridges)
- Brian McNamara (Lee Warren)
- Robyn Bliley (Elaine Barnes)
- Lucinda Weist (Samantha)
- Melody Perkins (Lisa)
- Raichle Watt (Mandy)
- Sandra Phillips (Maire Booker)
- Greg Callahan (Chef Ludlow)

### Épisode 7:Chrome
- États-Unis : 3 novembre 1997 en syndication

- Shane Brolly (Joran / Chrome)
- Alexandra Hedison (Jennifer Parks)
- Yasemin Baytok (Vanessa Lermov)
- Patrick Macnee (Docteur Walton)
- Paul Bloom (Le présentateur des nouvelles)
- Amy Terry (Serveuse)

### Épisode 8:Takin' it to the Streets
- États-Unis : 10 novembre 1997 en syndication

- Evan Lionel (Artemis Burton)
- Jennifer Lee (Tanya Bryson)
- Bo Brown (Kelvin Barnett)
- Anita Thomas (Danita)
- Scott Manuel Johnson (Lester)
- Mongo Brownlee (Cletus)

### Épisode 9:Lady in Red
- États-Unis : 17 novembre 1997 en syndication

- Natacha Pavlovich (Petra)
- Valery Nikolaev (Stepov)
- Levani Outchaneichvili (Viktor Bichenko)
- Eliza Sroka (Lara)
- Greg Callahan (Chef Ludlow)
- J. Michael Ross (Skinney)

### Épisode 10:That Ol' Gang of Mine
- États-Unis : 24 novembre 1997 en syndication

- Kiersten Warren (Bonnie Parker)
- Jon Polito (Al Capone)
- Brian Fitzpatrick (John Dillinger)
- Lester James Brandt (Carlos Monte Cruz)
- Cara Corren (Bonnie)
- Larry Holden (Clyde)

### Épisode 11:Bad Moon Rising
- États-Unis : 5 janvier 1998 en syndication

- Quinn Duffy (Louie)
- Ed O'Ross (Monsieur Giannello)
- Rebecca Stabb (Procureur Howarth)
- Ian Patrick Williams
- Bonnie Root (Deana)
- Louis Crugnali (Damian)
- Craig Susser (Rocky)
- Gregg Marc Miller (Bart)

### Épisode 12:Constant Craving
- États-Unis : 12 janvier 1998 en syndication

- Lysette Anthony (Comtesse Erica Bolen)
- François Guétary (Comte Stanislaus Volkov)
- Damon Shalit (Keith)
- Manny Rodriguez (Manny)
- Cindy Hogan (L'infirmière)
- William Jones (Le docker)

### Épisode 13:You Are Too Beautiful
- États-Unis : 19 janvier 1998 en syndication

- Michael Balew (Captain Omen)
- Meredith Monroe (La jeune femme convoitée)
- Brian McGovern (Rod Bannerman)
- Mick Murray (Paddy Ladbroke)
- Russ T. Nailz (Norm)
- Elaine Orth (Tiffany)

### Épisode 14:Do You Believe in Magic?
- États-Unis : 26 janvier 1998 en syndication

- Jacinda Barrett (Lucy Devlin / L'étonnante Sélène)
- Jimmy Baker (Johnny Domino jeune)
- Patrick Macnee (Docteur Walton)

### Épisode 15:The House of Soul
- États-Unis : 2 février 1998 en syndication

- François Chau (L'agent des services secrets chinois)
- Alexandra Bokyun Chun (Lily Liu)
- Ming Lo (Ling Lo)
- Tony Sago (Javier)
- Jerry Springer (Lui-même)
- Andy Lau (L'homme de la triade)

### Épisode 16:NightWoman
- États-Unis : 9 février 1998 en syndication

- Jennifer Carpenter (Lorrie Swift / NightWoman)
- Carmen Argenziano (Monsieur Corleone)
- Cam Brainard (Docteur Stone)
- Andy Catano (Rocco)
- Brian Smiar (Docteur Swift)
- Manny Rodriguez (Manny)

### Épisode 17:Chrome II
- États-Unis : 16 février 1998 en syndication

- Fabiana Udenio (Rachel Lang)
- Shane Brolly (Joran / Chrome)
- Alexandra Hedison (Jennifer Parks)
- Robyn Bliley (Elaine Barnes)

### Épisode 18:Bad to the Bone
- États-Unis : 23 février 1998 en syndication

- Cyril O'Reilly (E. Haskell Bridges)
- Patrick Macnee (Docteur Walton)
- Robb Derringer (Ginger)
- Kathleen Freeman (Fern)
- Erica Shaffer (Heather)
- Lucinda Weist (Samantha)

### Épisode 19:Hitchhiker
- États-Unis : 20 avril 1998 en syndication

- Suzanne O'Donnell (Docteur Leslie)
- Ian Paul Cassidy (Lieutenant Hullinger)
- Tucker Smallwood (Général Nordath)
- Dan Woren (Major Dunn)

### Épisode 20:Devil in Disguise
- États-Unis : 27 avril 1998 en syndication

- Karen Kim (Anna)
- James Lew (Wong)
- Patrick Macnee (Docteur Walton)
- Ric Young (Monsieur Chang)

### Épisode 21:Double Vision
- États-Unis : 4 mai 1998 en syndication

- Donna Barnes (Docteur Leslie Hatcher)
- Roger Davis (Docteur Bauman)
- Luke Heyerman (Al Newman / Adam Newman)
- Michael C. Mahon (Welles)
- Jaime Pressly (Yvette)

### Épisode 22:Amazing Grace
- États-Unis : 11 mai 1998 en syndication

- Mark Blankfield (L'Ange)
- Cory Tyler (Buddy Wright)
- Dan Martin (Le prêtre)
- Cleo King (La mère de Buddy)